# IHL 1952/53
Die Saison 1952/53 war die achte reguläre Saison der International Hockey League. Während der regulären Saison bestritten die sechs Teams jeweils 60 Spiele. In den Play-offs setzten sich die Cincinnati Mohawks durch und gewannen den ersten Turner Cup in ihrer Vereinsgeschichte.

## Teamänderungen
Folgende Änderungen wurden vor Beginn der Saison vorgenommen:
- Die Chatham Maroons wechselten in die Ontario Hockey Association.
- Die Detroit Hettche stellten den Spielbetrieb ein.
- Die Cincinnati Mohawks aus der American Hockey League wurden als Expansionsteam in die Liga aufgenommen.
- Die Fort Wayne Komets wurden als Expansionsteam in die Liga aufgenommen.
- Die Milwaukee Chiefs wurden als Expansionsteam in die Liga aufgenommen.

## Reguläre Saison

### Abschlusstabelle
Abkürzungen: GP = Spiele, W = Siege, L = Niederlagen, T = Unentschieden, OTL = Niederlage nach Overtime, GF = Erzielte Tore, GA = Gegentore, Pts = Punkte
|                      | GP | W  | L  | T | GF  | GA  | Pts |
| -------------------- | -- | -- | -- | - | --- | --- | --- |
| Cincinnati Mohawks   | 60 | 43 | 13 | 4 | 310 | 152 | 90  |
| Troy Bruins          | 60 | 34 | 21 | 5 | 264 | 221 | 73  |
| Toledo Mercurys      | 60 | 32 | 25 | 3 | 210 | 207 | 67  |
| Grand Rapids Rockets | 60 | 27 | 32 | 1 | 231 | 257 | 55  |
| Fort Wayne Komets    | 60 | 20 | 38 | 2 | 182 | 244 | 42  |
| Milwaukee Chiefs     | 60 | 15 | 42 | 3 | 234 | 350 | 33  |

## Turner-Cup-Playoffs
|  | Turner-Cup-Halbfinale | Turner-Cup-Halbfinale | Turner-Cup-Halbfinale |  |  | Turner-Cup-Finale | Turner-Cup-Finale    | Turner-Cup-Finale |
|  |                       |                       |                       |  |  |                   |                      |                   |
|  |                       |                       |                       |  |  |                   |                      |                   |
|  | 1                     | Cincinnati Mohawks    | 4                     |  |  |                   |                      |                   |
|  | 3                     | Toledo Mercurys       | 1                     |  |  |                   |                      |                   |
|  |                       |                       |                       |  |  | 1                 | Cincinnati Mohawks   | 4                 |
|  |                       |                       |                       |  |  | 4                 | Grand Rapids Rockets | 0                 |
|  | 2                     | Troy Bruins           | 2                     |  |  |                   |                      |                   |
|  | 4                     | Grand Rapids Rockets  | 4                     |  |  |                   |                      |                   |
|  |                       |                       |                       |  |  |                   |                      |                   |

## Vergebene Trophäen

### Mannschaftstrophäen
| Auszeichnung                                          | Team               |
| ----------------------------------------------------- | ------------------ |
| Turner Cup Gewinner des IHL-Finales                   | Cincinnati Mohawks |
| J. P. McGuire Trophy Bestes Team der regulären Saison | Cincinnati Mohawks |

### Individuelle Trophäen
| Auszeichnung                                             | Spieler      | Team               |
| -------------------------------------------------------- | ------------ | ------------------ |
| James Gatschene Memorial Trophy MVP der regulären Saison | Don Marshall | Cincinnati Mohawks |
| George H. Wilkinson Trophy Bester Scorer                 | Alex Irving  | Milwaukee Chiefs   |